# Simpsons Christmas Stories
Simpsons Christmas Stories, llamado Cuentos de Navidad de Los Simpson en España e Historia de Navidad de Los Simpson en Hispanoamérica, es un episodio perteneciente a la decimoséptima temporada de la serie animada Los Simpson, emitido originalmente el 18 de diciembre de 2005 y el 10 de septiembre de 2006 en Hispanoamérica. El episodio fue escrito por Don Payne y dirigido por Steve Dean Moore. Consta de tres episodios, todos con temática navideña: Homero relata el nacimiento de Jesús, el Abuelo Simpson cuenta porque odia la Navidad y por último, una historia al compás de El Cascanueces.

## Sinopsis

### The First (Annoyed Grunt)
Cuando el Reverendo Lovejoy no puede dar el sermón de Navidad ya que sus trenes se habían incendiado, Ned Flanders inmediatamente se hace cargo de la situación. Sin embargo, se corta con un papel y se desmaya. Homer decide dar el sermón y cuenta la historia de la primera Navidad, con Marge como María, Homer como José, Lisa como el ángel Gabriel, el Sr. Burns como el rey Herodes, y Bart como el Niño Jesús. 
María le dice a José que está embarazada. El ángel Gabriel, luego, se presenta ante ellos y les dice que María daría a luz al Hijo de Dios. Los tres Reyes Magos (el Dr. Hibbert, Seymour Skinner, y el Profesor Frink) le dicen al Rey Herodes que le darían oro, incienso y mirra al Rey de los Judíos. Cuando Herodes piensa que los regalos son para él, los hombres le explican que son para el Niño. Herodes se enoja y exclama que mataría al bebé. 
En la posada, el posadero (Moe) le dice a María y a José que tiene muchas habitaciones libres, con alfombras nuevas. Sin embargo, cuando la fuente de María se rompe, los obliga a quedarse en el granero. María da a luz con éxito al bebé, y los tres Reyes Magos, junto con dos pastores (Lenny y Carl) van a ver a Jesús. José se siente triste porque no es el padre de Jesús y, cuando bebe vino, el bebé lo convierte en agua. 
Cuando el bebé comienza a llorar, María se lo da a José. Él lo entretiene lastimándose a sí mismo y a uno de los Reyes Magos (Skinner). Cuando el Niño Jesús finalmente se duerme, Herodes y sus tropas (entre los soldados se encontraban El Jefe Wiggum, Lou y Eddie) encuentran la posada en la que se están hospedando. La familia logra escapar y engañar a los soldados, poniendo el halo de luz de Jesús en un pato. En la cima de una colina, José corta un pino, el cual rueda para abajo, atrapando a los soldados que venían en su busca. Los soldados, con Herodes, quedan colocados como adornos en el árbol, y el pato, todavía con el halo de luz, se para en la cima del árbol. María lo llama un árbol de Navidad, y Homer concluye su servicio religioso.

### I Saw Grampa Cussing Santa Clo
Cuando Bart y Lisa encuentran al Abuelo poniendo una trampa para oso en la chimenea, este les dice que quería vengarse de Santa Claus. Bart le pregunta por qué, y el Abuelo comienza a contarle la historia. 
En la Segunda Guerra Mundial, el Abuelo y su hermano Cyrus (nunca mencionado antes) le disparan a los aviones japoneses, hasta que el avión de Cyrus explota. Poco después, el avión del Abuelo, quien está acompañado por el Sr. Burns, también es alcanzado por una bala, y los dos hombres quedan varados en una isla. Después de unos pocos meses, ven un avión en el cielo, y el Sr. Burns le dispara. Sin embargo, cuando van a investigar, ven que el "avión" era en realidad Santa Claus. Luego, le construyen un nuevo trineo, y arreglan todos los regalos. Cuando Santa Claus está a punto de irse, el Sr. Burns lo golpea hasta dejarlo inconsciente con un coco, y huye volando en el trineo, exclamando que se robaría todos los regalos. El Abuelo lo atrapa, saltando hacia el trineo. Luego de vencer al Sr. Burns con un triciclo, le devuelve el trineo a Santa Claus. Cuando éste se va, le dice al Abuelo que volvería en unos días. Sin embargo, jamás había regresado, y el Abuelo había tenido que irse de la isla usando una balsa hecha de cocos. 
Bart y Lisa creen que la historia era sólo un invento más del Abuelo, pero, cuando escuchan un golpe en el tejado, ven a Santa Claus sobre el mismo. Éste les dice que Cyrus no había muerto, sino que se había estrellado en Tahití. Santa Claus lleva allí al Abuelo, en donde se encuentra con Cyrus y sus quince esposas. Santa le explica al Abuelo que no había vuelto a la isla por postergar el hecho, y, finalmente, se habría avergonzado de volver.

### The Nutcracker... Sweet
Después de que los niños de Springfield hacen la obra "El Cascanueces", todos comienzan a pasar el día cantando con el ritmo de las canciones clásicas de la obra, ya que son de dominio público, y pueden ser transmitidas constantemente en forma gratuita. Luego del número de apertura, Moe continúa su tradición de Navidad tratando de suicidarse, primero colgándose, luego lanzándose a la calle en un trineo, y finalmente disparándose, pero no logra concretar su acto nunca. 
Esa noche, Marge le dice a Homer que le gustaría el regalo que le había comprado. Para no decepcionarla, Homer le dice que su regalo está fuera de la casa, y sale a comprarle algo. Todas las tiendas están cerradas, incluso el Kwik-E-Mart. Homer busca en cestos de basura, en árboles, e incluso persigue a Milhouse, pero no logra encontrar nada. 
Cuando llega a su casa, Marge le da a Homer su regalo. Él lo abre y ve que es otro regalo con una tarjeta que dice "Para Marge, De Homer". Marge le dice que sabía que él se olvidaría de comprarle un regalo, por lo que le había regalado algo que pudiese regalárselo a ella a su vez. Marge, luego, abre el regalo, y Homer ve que es una foto suya vestido de Santa Claus, con Marge en su regazo. Los dos se abrazan y se besan y Moe, por cuarta vez, trata de suicidarse manejando su trineo por la calle, perdiendo una rueda.